# Hannelore Raepke
Hannelore Raepke   (Charlottenburg, 25 d'octubre de 1935), de soltera Sadau, és una atleta alemanya, ja retirada, especialista en curses de velocitat, que va competir sota bandera de la República Democràtica Alemanya durant les dècades de 1950 i 1960.
El 1960 va prendre part en els Jocs Olímpics d'Estiu de Roma, on disputà dues proves del programa d'atletisme. En ambdues, els 100 i 200 metres, quedà eliminada en sèries.
En el seu palmarès destaquen una medalla de plata al Campionat d'Europa d'atletisme de 1958 i els títols nacionals de la RDA dels 100 metres de 1961 a 1963, dels 200 metres de 1961 a 1964 i dels 400 en pista coberta de 1964.
Durant la seva carrera va millorar els rècords de la República Democràtica Alemanya dels 100 metres i del relleu 4x100 metres.

## Millors marques
- 100 metres. 11.4" (1963)
- 200 metres. 23.6" (1962)
- 400 metres. 55.6" (1961)[1][7]